# William S. Beardsley
William Shane Beardsley, född 13 maj 1901 i Beacon, Iowa, död 21 november 1954 nära Des Moines, var en amerikansk republikansk politiker. Han var Iowas guvernör från 1949 fram till sin död.
Beardsley studerade vid Bowen Institute of Pharmacy och var sedan verksam inom läkemedelshandeln. På 1930-talet satt han i Iowas senat och mellan 1947 och 1949 i Iowas representanthus. År 1949 efterträdde han Robert D. Blue som Iowas guvernör och avled år 1954 i ämbetet. Guvernör Beardsley omkom i en bilolycka och gravsattes på New Virginia Cemetery i New Virginia.